# Kanton Lavardac
Der Kanton Lavardac  ist seit 1790 ein französischer Wahlkreis im Arrondissement Nérac im Département Lot-et-Garonne (Region Nouvelle-Aquitaine). Er umfasst 20 Gemeinden, Hauptort (chef-lieu) ist Lavardac.

## Gemeinden
Der Kanton besteht aus 20 Gemeinden mit insgesamt 13.341 Einwohnern (Stand: 1. Januar 2022) auf einer Gesamtfläche von 291,09 km²:
| Gemeinde               | Einwohner 1. Januar 2022 | Fläche km² | Dichte Einw./km² | Code INSEE | Postleitzahl |
| ---------------------- | ------------------------ | ---------- | ---------------- | ---------- | ------------ |
| Ambrus                 | 109                      | 12,35      | 9                | 47008      | 47160        |
| Barbaste               | 1.498                    | 38,70      | 39               | 47021      | 47230        |
| Bruch                  | 692                      | 15,89      | 44               | 47041      | 47130        |
| Buzet-sur-Baïse        | 1.246                    | 21,15      | 59               | 47043      | 47160        |
| Damazan                | 1.353                    | 16,37      | 83               | 47078      | 47160        |
| Feugarolles            | 1.015                    | 23,82      | 43               | 47097      | 47230        |
| Lavardac               | 2.297                    | 15,10      | 152              | 47143      | 47230        |
| Montgaillard-en-Albret | 167                      | 8,53       | 20               | 47176      | 47230        |
| Monheurt               | 193                      | 11,44      | 17               | 47177      | 47160        |
| Montesquieu            | 744                      | 25,53      | 29               | 47186      | 47130        |
| Pompiey                | 213                      | 19,61      | 11               | 47207      | 47230        |
| Puch-d’Agenais         | 713                      | 23,00      | 31               | 47214      | 47160        |
| Razimet                | 300                      | 7,18       | 42               | 47220      | 47160        |
| Saint-Laurent          | 459                      | 4,40       | 104              | 47249      | 47130        |
| Saint-Léger            | 157                      | 5,79       | 27               | 47250      | 47160        |
| Saint-Léon             | 326                      | 9,60       | 34               | 47251      | 47160        |
| Saint-Pierre-de-Buzet  | 276                      | 8,52       | 32               | 47267      | 47160        |
| Thouars-sur-Garonne    | 225                      | 4,03       | 56               | 47308      | 47230        |
| Vianne                 | 980                      | 9,82       | 100              | 47318      | 47230        |
| Xaintrailles           | 378                      | 10,26      | 37               | 47327      | 47230        |
| Kanton Lavardac        | 13.341                   | 291,09     | 46               | 4711       | –            |

Bis zur landesweiten Neuordnung der französischen Kantone im März 2015 gehörten zum Kanton Lavardac die elf Gemeinden Barbaste, Bruch, Feugarolles, Lavardac, Montgaillard-en-Albret, Montesquieu, Pompiey, Saint-Laurent, Thouars-sur-Garonne, Vianne und Xaintrailles. Sein Zuschnitt entsprach einer Fläche von 175,69 km2. Er besaß vor 2015 den INSEE-Code 4718.